# Oosterscheldekering
| \| Localisation du Plan Delta dans le Monde \| Algerakering Anvers Bathse spuisluis Belgique Brouwersdam Canal de l'Escaut au Rhin Eau douce Eau de mer Escaut occidental Escaut oriental Grevelingendam Haringvliet Haringvlietdam Hartelkering Hellegatsdam Maeslantkering Markiezaatskade Mer du Nord Oesterdam Oosterscheldekering Pays-Bas Philipsdam Pont du Haringvliet Pont de Zélande Rotterdam Tunnel de l'Escaut occidental Veerse Gatdam Volkerakdam Zandkreekdam |
| Localisation du Plan Delta dans le Monde |

L'Oosterscheldekering (en néerlandais : Barrage de l'Escaut oriental) est le plus important ouvrage du plan Delta. Sa longueur est de près de 9 kilomètres entre Schouwen-Duiveland et l'île de Beveland-Nord. L'ouvrage est parcouru par la N57.

## Introduction
Ce barrage limite les submersions marines. Il comprend de grandes glissières qui peuvent être abaissées en cas de fortes tempêtes, éventuellement combinées à une marée d'équinoxe, pour que la marée haute ne puisse franchir les digues de l’Escaut oriental. À une hauteur d'eau attendue de plus de 3 mètres au-dessus du niveau NAP d'Amsterdam, les portes sont fermées par les agents du poste de commande de l'île de Neeltje Jans. Si personne n'est présent, les portes se ferment automatiquement à tout dépassement des 3 mètres d'eau. Depuis la mise en service, le barrage a été fermé à 27 reprises (voir ci-dessous), en dehors des fermetures de maintenance.

## Les débuts
L'Escaut oriental devait être totalement fermé, l'estuaire serait devenu un lac d'eau douce.
À la fin des années 1960, les travaux débutèrent sur base du projet initial. Quelques îles artificielles, parmi lesquelles Roggenplaat (1969), Neeltje Jans (1970) et le Noordland (1973), avaient été construites. À la fin 1973, 5 des 9 kilomètres de la passe de l'Escaut oriental avaient été endigués.
Vers 1973, une protestation massive vit le jour de la part d'organisations de défense de la nature et des pêcheurs. Sur ce, les travaux ont été temporairement arrêtés en juillet 1974, dans l'attente d'une décision définitive. Le gouvernement nomma une commission Escaut oriental, devant statuer sur une solution plus consensuelle. Il fut finalement décidé en 1976 d'installer des portes-glissières, solution beaucoup plus complexe, sur trois kilomètres de longueur de l'ouvrage. Ces portes sont normalement ouvertes, mais peuvent être fermées à l'occasion de fortes tempêtes. L'entrée de l'eau de mer et les marées de l'Escaut oriental ont ainsi été conservées.

## La construction

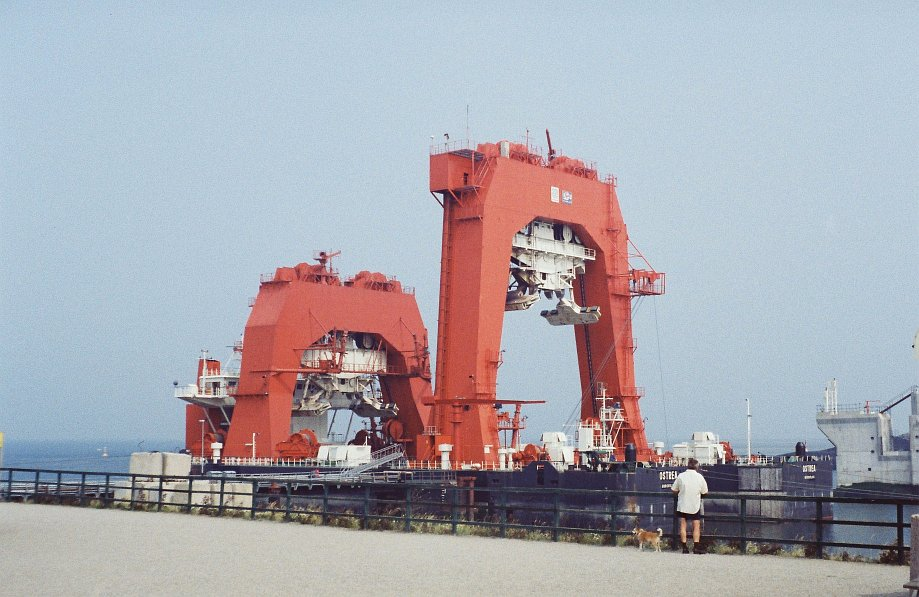
L'Ostrea.

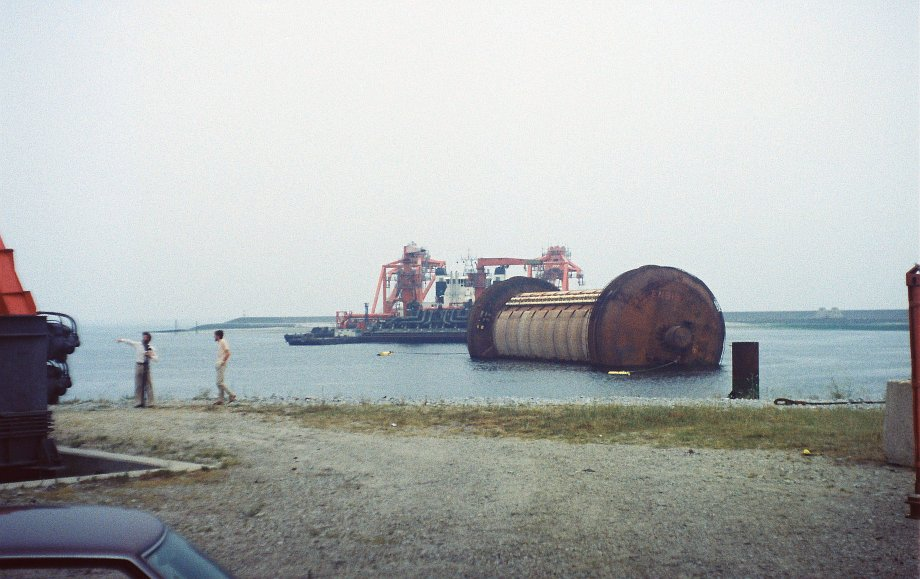
Le Cardium.

Le budget de l'Oosterscheldekering fut revu à la hausse à la suite d'une décision du cabinet ayant réévalué les difficultés techniques. La construction fut reprise en avril 1976.
La construction d'une île artificielle nommée Neeltje Jans a été nécessaire et là 65 énormes piliers de béton furent construits à sec dans une forme de radoub qui, une fois remplie d'eau permit leurs transports par l'Ostrea, bateau spécialement construit, vers leur emplacement final, puis lestés de sable.
En dessous de ces pieux, des nattes avaient été placées, pour empêcher le déplacement du sable. Un autre bateau a été construit spécialement pour cette tâche, le Cardium. Un troisième bateau spécial fut construit, pour damer le sol sablonneux, le Mytilus.
Le 26 juin 1986, la dernière des 62 portes-glissières en acier installées entre les piliers, fut mise en place. Le barrage antitempêtes fut inauguré le 4 octobre suivant par la reine Béatrix en ces mots : « Le barrage antitempêtes est fermé. Les travaux du plan Delta ont été achevés. La Zélande est désormais sûre » (ceci n'était pas tout à fait exact, puisque les travaux du plan Delta ne furent vraiment achevés qu'en 1997 à l'issue de l'inauguration du dernier ouvrage que fut le Maeslantkering, en Hollande-Méridionale). La route sur l'ouvrage ne fut toutefois inaugurée par la princesse Juliana que le 5 novembre 1987.

## Fermeture des portes
La procédure convenue est qu'au-delà de 3 mètres au-dessus du niveau moyen de la mer à Amsterdam (référence officielle NAP), les portes doivent être fermées.
| Date              | Niveau (m altitud NAP) | Remarque                                                                                      |
| ----------------- | ---------------------- | --------------------------------------------------------------------------------------------- |
| 20 octobre 1986   | 2,94                   |                                                                                               |
| 19 décembre 1986  | 2,73                   |                                                                                               |
| 19 décembre 1986  | 2,71                   |                                                                                               |
| 14 février 1989   | 3,71                   |                                                                                               |
| 27 février 1990   | 3,17                   |                                                                                               |
| 27 février 1990   | 3,69                   |                                                                                               |
| 28 février 1990   | 3,25                   |                                                                                               |
| 1er mars 1990     | 3,35                   |                                                                                               |
| 21 septembre 1990 | 2,92                   |                                                                                               |
| 12 décembre 1990  | 2,80                   |                                                                                               |
| 12 décembre 1990  | 2,65                   |                                                                                               |
| 11 novembre 1992  | 3,15                   |                                                                                               |
| 25 janvier 1993   | 3,25                   |                                                                                               |
| 21 février 1993   | 3,13                   |                                                                                               |
| 14 novembre 1993  | 3,37                   |                                                                                               |
| 15 novembre 1993  | 3,37                   |                                                                                               |
| 28 janvier 1994   | 3,49                   |                                                                                               |
| 2 janvier 1995    | 3,37                   |                                                                                               |
| 2 janvier 1995    | 3,11                   |                                                                                               |
| 29 octobre 1996   | 3,13                   |                                                                                               |
| 27 octobre 2002   | 2,55                   |                                                                                               |
| 21 décembre 2003  | 3,23                   |                                                                                               |
| 8 février 2004    | 3,00                   |                                                                                               |
| 8 novembre 2007   | 3,43                   | fermeture simultanée du Hartelkering du Maeslantkering et de la Barrière de la Tamise         |
| 5 décembre 2013   | 3,60                   | fermeture simultanée de la Barrière de la Tamise et de l'Algerakering                         |
| 21 octobre 2014   | 3,04                   |                                                                                               |
| 21 janvier 2018   | 3,10                   | fermeture simultanée de 5 barrages anti-tempête des Pays-Bas                                  |
| 10 février 2020   | 3,05                   | tempête Ciara. Fermeture de l'Algerakering, du Haringvlietdam et de la Barrière de la Tamise. |
| 31 janvier 2022   | 3,24                   | tempête Corrie                                                                                |
| 21 février 2022   | 3,11                   | tempête Franklin                                                                              |

- À titre de comparaison, l'inondation de 1953 avait atteint 3,85 mètres.

- source:

## Navigation
La navigation se fait par l'écluse du Roompotsluis.